# Тагиев, Адил Джалил оглы
Адил Джалил оглы Тагиев (азерб. Adil Cəlil oğlu Tağıyev; 25 апреля 1928 года, Нахичеванская АССР — 20 ноября 1988 года, Ильичевский район) — советский азербайджанский табаковод, Герой Социалистического Труда (1949).

## Биография
Родился 25 апреля 1928 года в селе Хок Нахичеванской АССР (ныне Кенгерлинский район Нахичеванской АР Азербайджана).
Начал трудовую деятельность звеньевым в 1945 году в колхозе имени Азизбекова Ильичевского района. Позже заместитель председателя и председатель колхоза. В 1957 году колхоз был преобразован в совхоз, с этого же года Тагиев работал на нём агрономом.
В 1948 году достиг высоких показателей в области табаководства.
Указом Президиума Верховного Совета СССР от 30 января 1949 года за получение высоких урожаев табака Тагиеву Адилу Джалил оглы присвоено звание Героя Социалистического Труда с вручением ордена Ленина и золотой медали «Серп и Молот».
Скончался 20 ноября 1988 года в родном селе.